# Uroecobius ecribellatus
Genre
Espèce
Uroecobius ecribellatus, unique représentant du genre Uroecobius, est une espèce d'araignées aranéomorphes de la famille des Oecobiidae.

## Distribution
Cette espèce est endémique d'Afrique du Sud. Elle se rencontre au Limpopo, au Mpumalanga et au Nord-Ouest.

## Publication originale
- Kullmann & Zimmermann, 1976 : Ein neuer Beitrag zum Cribellaten-Ecribellaten-Problem: Beschreibung von Uroecobius ecribellatus n. gen. n. sp. und Diskussion seiner phylogenetischen Stellung (Arachnida: Araneae: Oecobiidae). Entomologica Germanica, vol. 3, p. 29-40.